# First Final Farewell Tour
Die First Final Farewell Tour war eine Konzerttournee des britischen Sängers und Schlagzeugers Phil Collins. Sie startete am 1. Juni 2004 in Mailand und endete am 24. November 2005 in Prag. Neben Shows in Europa und Nordamerika gastierte Collins auch erstmals im Nahen Osten. Insgesamt spielte er auf dieser Tournee 77 Shows. Ende 2004 erschien ein Mitschnitt der Konzerte in Paris auf DVD (Finally... The First Farewell Tour), 2012 ein Mitschnitt des Auftritts beim Montreux Jazz Festival (Live at Montreux 2004).

## Setlist

### Setlist Europa (Juni – Juli 2004)
- Drums, Drums and More Drums
- Something Happened on the Way to Heaven
- Against All Odds (Take a Look at Me Now)
- Don’t Lose My Number
- You’ll Be in My Heart
- One More Night
- On My Way (in Mailand und Wien)
- Can’t Stop Loving You
- Hang In Long Enough
- True Colors
- Come with Me
- A Groovy Kind of Love
- I Missed Again
- Another Day in Paradise
- No Way Out
- Separate Lives
- In the Air Tonight
- Dance into the Light
- You Can’t Hurry Love
- Two Hearts
- Wear My Hat
- Easy Lover
- Sussudio
- Always (in Stuttgart, London und Manchester)
- It's Not Too Late
- Take Me Home

### Setlist Nordamerika (August – September 2004)
- Drums, Drums and More Drums
- Something Happened on the Way to Heaven
- Against All Odds (Take a Look at Me Now)
- Don’t Lose My Number
- You’ll Be in My Heart
- One More Night
- Can’t Stop Loving You
- Hang In Long Enough
- True Colors
- Come with Me
- A Groovy Kind of Love
- I Missed Again
- Another Day in Paradise
- Misunderstanding
- No Way Out (nach dem 4. September 2004 nicht mehr)
- Separate Lives
- In the Air Tonight
- Dance into the Light
- You Can’t Hurry Love
- Two Hearts
- Wear My Hat
- Easy Lover
- Sussudio
- It's Not Too Late
- Take Me Home

### Setlist Europa/Naher Osten (Oktober – November 2005)
- Drums, Drums and More Drums
- Something Happened on the Way to Heaven
- Against All Odds (Take a Look at Me Now)
- Don’t Lose My Number
- You’ll Be in My Heart (nach dem 20. Oktober 2005 nicht mehr)
- One More Night
- Can’t Stop Loving You
- Hang In Long Enough
- True Colors
- Come with Me (nicht immer)
- A Groovy Kind of Love (nicht immer)
- Another Day in Paradise
- We Wait and We Wonder
- Separate Lives
- In the Air Tonight
- Dance into the Light
- You Can’t Hurry Love
- Two Hearts
- Wear My Hat
- Invisible Touch
- Easy Lover
- Sussudio
- It's Not Too Late oder Always
- Take Me Home

## Tourdaten
| Nr.                  | Datum              | Stadt             | Land                         | Veranstaltungsort             | Anmerkungen                       |
| Leg 1 – Europa       | Leg 1 – Europa     | Leg 1 – Europa    | Leg 1 – Europa               | Leg 1 – Europa                | Leg 1 – Europa                    |
| -------------------- | ------------------ | ----------------- | ---------------------------- | ----------------------------- | --------------------------------- |
| 1                    | 1. Juni 2004       | Assago            | Italien                      | FilaForum                     |                                   |
| 2                    | 3. Juni 2004       | Wien              | Osterreich                   | Stadthalle                    |                                   |
| 3                    | 5. Juni 2004       | Zürich            | Schweiz                      | Stadion Letzigrund            |                                   |
| 4                    | 6. Juni 2004       | München           | Deutschland                  | Olympiastadion                |                                   |
| 5                    | 7. Juni 2004       | Frankfurt am Main | Deutschland                  | Festhalle                     |                                   |
| 6                    | 9. Juni 2004       | Stockholm         | Schweden                     | Globen                        |                                   |
| 7                    | 11. Juni 2004      | Berlin            | Deutschland                  | Waldbühne                     |                                   |
| 8                    | 12. Juni 2004      | Köln              | Deutschland                  | RheinEnergieStadion           |                                   |
| 9                    | 13. Juni 2004      | Hannover          | Deutschland                  | Preussag Arena                |                                   |
| 10                   | 15. Juni 2004      | Paris             | Frankreich                   | Palais Omnisport de Bercy     |                                   |
| 11                   | 16. Juni 2004      | Paris             | Frankreich                   | Palais Omnisport de Bercy     |                                   |
| 12                   | 17. Juni 2004      | Paris             | Frankreich                   | Palais Omnisport de Bercy     |                                   |
| 13                   | 19. Juni 2004      | Amsterdam         | Niederlande                  | Amsterdam Arena               |                                   |
| 14                   | 20. Juni 2004      | Werchter          | Belgien                      | Festivalweide                 | TW Classic Festival               |
| 15                   | 21. Juni 2004      | Leipzig           | Deutschland                  | Zentralstadion                |                                   |
| 16                   | 23. Juni 2004      | Stuttgart         | Deutschland                  | Schleyerhalle                 |                                   |
| 17                   | 24. Juni 2004      | Lyon              | Frankreich                   | Halle Tony Garnier            |                                   |
| 18                   | 25. Juni 2004      | Nancy             | Frankreich                   | Amphithéâtre du Zénith        |                                   |
| 19                   | 27. Juni 2004      | London            | England                      | Wembley Arena                 |                                   |
| 20                   | 28. Juni 2004      | Manchester        | England                      | Manchester Evening News Arena |                                   |
| 21                   | 30. Juni 2004      | Nîmes             | Frankreich                   | Les Arènes                    |                                   |
| 22                   | 1. Juli 2004       | Barcelona         | Spanien                      | Palau Sant Jordi              |                                   |
| 23                   | 3. Juli 2004       | Lissabon          | Portugal                     | Estádio José Alvalade XXI     |                                   |
| 24                   | 5. Juli 2004       | Toulouse          | Frankreich                   | Le Zénith Métropole           |                                   |
| 25                   | 6. Juli 2004       | Genf              | Schweiz                      | Arena de Genève               |                                   |
| 26                   | 7. Juli 2004       | Montreux          | Schweiz                      | Auditorium Stravinski         | Montreux Jazz Festival            |
| Leg 2 – Nordamerika  |                    |                   |                              |                               |                                   |
| 27                   | 26. August 2004    | Anaheim           | Vereinigte Staaten           | Arrowhead Pond                |                                   |
| 28                   | 28. August 2004    | Paradise          | Vereinigte Staaten           | MGM Grand Garden Arena        |                                   |
| 29                   | 30. August 2004    | San Jose          | Vereinigte Staaten           | HP Pavilion at San Jose       |                                   |
| 30                   | 31. August 2004    | Los Angeles       | Vereinigte Staaten           | Staples Center                |                                   |
| 31                   | 1. September 2004  | Phoenix           | Vereinigte Staaten           | America West Arena            |                                   |
| 32                   | 3. September 2004  | Oklahoma City     | Vereinigte Staaten           | Ford Center                   |                                   |
| 33                   | 4. September 2004  | Dallas            | Vereinigte Staaten           | American Airlines Center      |                                   |
| 34                   | 5. September 2004  | Houston           | Vereinigte Staaten           | Toyota Center                 |                                   |
| 35                   | 7. September 2004  | Milwaukee         | Vereinigte Staaten           | Bradley Center                |                                   |
| 36                   | 8. September 2004  | Chicago           | Vereinigte Staaten           | United Center                 |                                   |
| 37                   | 10. September 2004 | Auburn Hills      | Vereinigte Staaten           | Palace of Auburn Hills        |                                   |
| 38                   | 11. September 2004 | Cleveland         | Vereinigte Staaten           | Gund Arena                    |                                   |
| 39                   | 12. September 2004 | Buffalo           | Vereinigte Staaten           | HSBC Arena                    |                                   |
| 40                   | 14. September 2004 | Montréal          | Kanada                       | Centre Bell                   |                                   |
| 41                   | 15. September 2004 | Boston            | Vereinigte Staaten           | Fleet Center                  |                                   |
| 42                   | 17. September 2004 | New York City     | Vereinigte Staaten           | Madison Square Garden         |                                   |
| 43                   | 18. September 2004 | New York City     | Vereinigte Staaten           | Madison Square Garden         |                                   |
| 44                   | 20. September 2004 | Toronto           | Kanada                       | Air Canada Centre             |                                   |
| 45                   | 21. September 2004 | Uncasville        | Vereinigte Staaten           | Mohegan Sun Arena             |                                   |
| 46                   | 22. September 2004 | Philadelphia      | Vereinigte Staaten           | Wachovia Center               |                                   |
| 47                   | 23. September 2004 | Philadelphia      | Vereinigte Staaten           | Wachovia Center               |                                   |
| 48                   | 24. September 2004 | Grand Rapids      | Vereinigte Staaten           | Van Andel Arena               |                                   |
| 49                   | 25. September 2004 | Columbus          | Vereinigte Staaten           | Nationwide Arena              |                                   |
| xx                   | 26. September 2004 | Pittsburgh        | Vereinigte Staaten           | Mellon Arena                  |                                   |
| 50                   | 28. September 2004 | Orlando           | Vereinigte Staaten           | TD Waterhouse Center          |                                   |
| 51                   | 29. September 2004 | Tampa             | Vereinigte Staaten           | St. Pete Times Forum          |                                   |
| 52                   | 30. September 2004 | Sunrise           | Vereinigte Staaten           | Office Depot Center           |                                   |
| Leg 3 – Europa/Asien |                    |                   |                              |                               |                                   |
| 53                   | 13. Oktober 2005   | Tallinn           | Estland                      | Saku Suurhall                 |                                   |
| 54                   | 14. Oktober 2005   | Helsinki          | Finnland                     | Hartwall Areena               |                                   |
| 55                   | 15. Oktober 2005   | Helsinki          | Finnland                     | Hartwall Areena               |                                   |
| 56                   | 16. Oktober 2005   | Tallinn           | Estland                      | Saku Suurhall                 |                                   |
| 57                   | 18. Oktober 2005   | Sankt Petersburg  | Russland                     | Ledovy Dvorets                |                                   |
| 58                   | 20. Oktober 2005   | Moskau            | Russland                     | Olimpijski                    |                                   |
| 59                   | 22. Oktober 2005   | Vilnius           | Litauen                      | Siemens Arena                 |                                   |
| xx                   | 24. Oktober 2005   | Prag              | Tschechien                   | Sazka Arena                   | verlegt auf den 23. November 2005 |
| xx                   | 25. Oktober 2005   | Prag              | Tschechien                   | Sazka Arena                   | verlegt auf den 24. November 2005 |
| 60                   | 26. Oktober 2005   | Budapest          | Ungarn                       | Papp László Sportaréna        |                                   |
| 61                   | 27. Oktober 2005   | Zagreb            | Kroatien                     | Dom Sportova                  |                                   |
| 62                   | 28. Oktober 2005   | Belgrad           | Serbien und Montenegro       | Beogradska Arena              |                                   |
| 63                   | 30. Oktober 2005   | Bukarest          | Rumänien                     | Romaero Hangar                |                                   |
| 64                   | 1. November 2005   | Piräus            | Griechenland                 | Stadio Eirinis kai Philias    |                                   |
| 65                   | 3. November 2005   | Istanbul          | Turkei                       | Abdi İpekçi Arena             |                                   |
| 66                   | 5. November 2005   | Beirut            | Libanon                      | BIEL Center                   |                                   |
| 67                   | 7. November 2005   | Tel Aviv-Jaffa    | Israel                       | Itzṭadjōn Blūmfīld            |                                   |
| 68                   | 10. November 2005  | Dubai             | Vereinigte Arabische Emirate | Dubai Autodrome               |                                   |
| 69                   | 12. November 2005  | Düsseldorf        | Deutschland                  | LTU Arena                     |                                   |
| 70                   | 13. November 2005  | Düsseldorf        | Deutschland                  | LTU Arena                     |                                   |
| 71                   | 15. November 2005  | Dublin            | Irland                       | The Point Depot               |                                   |
| 72                   | 16. November 2005  | Dublin            | Irland                       | The Point Depot               |                                   |
| 73                   | 17. November 2005  | Belfast           | Nordirland                   | Odyssey Arena                 |                                   |
| 74                   | 19. November 2005  | Glasgow           | Schottland                   | SECC                          |                                   |
| 75                   | 20. November 2005  | Glasgow           | Schottland                   | SECC                          |                                   |
| 76                   | 23. November 2005  | Prag              | Tschechien                   | Sazka Arena                   |                                   |
| 77                   | 24. November 2005  | Prag              | Tschechien                   | Sazka Arena                   |                                   |

## Band
- Phil Collins: Gesang, Schlagzeug, Percussion
- Brad Cole: Keyboards, Hintergrundgesang, Vocoder
- Daryl Stuermer: Gitarre
- Ronnie Caryl: Rhythmusgitarre, Hintergrundgesang
- Chester Thompson: Schlagzeug
- Leland Sklar: Bass
- Luis Conte: Percussion
- Amy Keys: Hintergrundgesang
- Lamont van Hook: Hintergrundgesang
- Lynne Fiddmont: Hintergrundgesang
- Connie Jackson-Comegys: Hintergrundgesang
- Bill Cantos: Hintergrundgesang
- Arnold McCuller: Hintergrundgesang
- Harry Kim: Trompete
- Daniel Fornero: Trompete
- Arturo Velasco: Posaune
- Gerald Albright: Saxophon